# Vlahovics Emil
Vlahovics Emil (1849 körül - Vác, 1910. április 5.) főgimnáziumi földrajz- és történelemtanár.

## Élete
A Kalocsai Érseki Főgimnáziumban tanult, ahol többek között Margalits Ede diáktársa volt. Ott Kunszt ösztöndíjas volt. 1872 telén a Budapesti Egyetem bölcsészeti karára járt.
1876-tól a Trencséni Főgimnázium tanára, s ettől kezdve a gimnázium könyvtárnoka is egyben. 1886-ban vagy 1887-ben elhunyt első felesége.
1890-től kezelte a trencséni főgimnázium tanári könyvtárát. 1901. év végétől szabadságolták.
Az Országos Középtanodai Tanáregyesület rendes, a Felvidéki Magyar Közművelődési Egyesület Trencsén vármegyei választmányának tagja, a Trencsén Vármegyei Természettudományi Egyesület rendes tagja volt.
Felesége Indali Sarolta volt, aki elhunyt 1939. október 9-én Budapesten 80 éves korában.

## Művei
- 1883 Trencsén várának ostroma 1528-ban. A trencséni kir. kath. Főgymnasium értesítője az 1882-83. tanévről. Trencsén, 3-11.
- 1895 A trencséni királyi katholikus főgymnasium története 1649–1895. Gimnáziumi Értesítő (Trencsén), 7–21.
- 1896 Ünnepi beszéd - A trencséni kir. kath. főgimnázium millenniumi ünnepén. A Trencséni Kir. Kath. Főgimnázium Értesítője az 1895-96. tanévről.